# Little Chesterford
Pour l’article homonyme, voir Great Chesterford.
Little Chesterford est un village et une paroisse civile de l'Essex, en Angleterre.